# GRES Portela

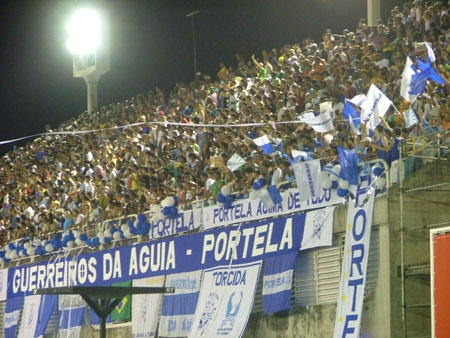
Supporters till GRES Portela under en parad.

Grêmio Recreativo Escola de Samba Portela är Rio de Janeiros första sambaskola, grundad 11 april 1923.